# Osiek (gemeente in powiat Starogardzki)
De gemeente Osiek is een landgemeente in het Poolse woiwodschap Pommeren, in powiat Starogardzki.
De gemeente bestaat uit 12 administratieve plaatsen solectwo: Bukowiny, Cisowy, Jeżewnica, Karszanek, Kasparus, Lisówko, Markocin, Osiek, Radogoszcz, Skórzenno, Suchobrzeźnica, Wycinki
De zetel van de gemeente is in Osiek.
Op 30 juni 2004 telde de gemeente 2434 inwoners.

## Oppervlakte gegevens
In 2002 bedroeg de totale oppervlakte van gemeente Osiek 155,63 km², waarvan:
- agrarisch gebied: 17%
- bossen: 71%

De gemeente beslaat 11,57% van de totale oppervlakte van de powiat.

## Demografie
Stand op 30 juni 2004:
| Omschrijving                   | Totaal | Totaal | Vrouwen | Vrouwen | Mannen | Mannen |
| ------------------------------ | ------ | ------ | ------- | ------- | ------ | ------ |
| eenheid                        | aantal | %      | aantal  | %       | aantal | %      |
| inwoners                       | 2434   | 100    | 1203    | 49,4    | 1231   | 50,6   |
| bevolkingsdichtheid (inw./km²) | 15,6   | 15,6   | 7,7     | 7,7     | 7,9    | 7,9    |

In 2002 bedroeg het gemiddelde inkomen per inwoner 1296,93 zł.

## Aangrenzende gemeenten
Lubichowo, Nowe, Osie, Osieczna, Skórcz, Skórcz, Smętowo Graniczne, Śliwice, Warlubie